# Ferrokentbrooksita
La ferrokentbrooksita és un mineral de la classe dels silicats que pertany al grup de l'eudialita. Rep el nom per ser l'anàleg amb ferro dominant la kentbrooksita.

## Característiques
La ferrokentbrooksita és un silicat de fórmula química Na₁₅Ca₆(Fe,Mn)₃Zr₃NbSi₂₅O₇₃(O,OH,H₂O)₃Cl₂. Va ser aprovada com a espècie vàlida per l'Associació Mineralògica Internacional l'any 1999. Cristal·litza en el sistema trigonal. La seva duresa a l'escala de Mohs es troba entre 5 i 6.
Segons la classificació de Nickel-Strunz, la ferrokentbrooksita pertany a «09.CO: Ciclosilicats amb enllaços de 9 [Si9O27]18-» juntament amb els següents minerals: al·luaivita, eudialita, kentbrooksita, khomyakovita, manganokhomyakovita, oneil·lita, raslakita, feklichevita, carbokentbrooksita, zirsilita-(Ce), ikranita, taseqita, rastsvetaevita, golyshevita, labirintita, johnsenita-(Ce), mogovidita, georgbarsanovita, aqualita, dualita, andrianovita, voronkovita i manganoeudialita.

## Formació i jaciments
Va ser descoberta a la pedrera Poudrette, situada al mont Saint-Hilaire, dins el municipi regional de comtat de La Vallée-du-Richelieu, a Montérégie (Quebec, Canadà). També ha estat descrita als Estats Units, Brasil, Groenlàndia, Portugal, Noruega i Rússia.